# Болотная черепаха Мюленберга
Болотная черепаха Мюленбёрга (лат. Glyptemys muhlenbergii) — вид черепах из семейства американских пресноводных черепах, являющийся эндемиком восточной части США. Впервые научно описан в 1801 году в штате Пенсильвания. Длина черепахи 10 сантиметров, а ширина 4 сантиметра. Большую часть времени проводит в грязи в болотах, зимой впадает в спячку. Питается в основном небольшими беспозвоночными.
Взрослая особь весит 110 грамм. Кожа тёмно-коричневого цвета с большим оранжевым пятном на шее. Являются вымирающим видом, защищены законодательством США. Пользуется большим спросом на нелегальных рынках животных, с которыми правительство ведёт упорную борьбу.
Продуктивность черепах низкая; самка откладывает яйца раз в год, в среднем по 3 яйца. Половой зрелости достигают к 10 годам. Живут в среднем 20—30 лет.

## Таксономия
Впервые вид был описан американским ботаником Генрихом Эрнстом Мюленбергом в XVIII веке. Мюленберг открыл и описал более 150 видов растений. Изучая флору Пенсильвании, он обнаружил неизвестный ранее вид черепахи. Немецкий биолог Иоганн Давид Шёпф назвал черепаху в честь её первооткрывателя — Testudo muhlenbergii.
В 1829 году Ричард Харлан переименовал название вида на Emys muhlenbergii. Позже название вида было переименовано в 1857 году Родольфом Агассисом на Calemys muhlenbergii, затем в 1906 году Генри Ватсоном на Clemmys muhlenbergii. Также синонимами являются название Emys biguttata, данное биологом Томасом Сэеем в 1824 году, и Clemmys nuchalis, данное Эмметом Рэем Даном в 1917. В обоих случаях биологи не смогли опознать черепаху, и решили, что это новый, не известный ранее вид..
В 2001 году вид был включен в род Glyptemys, в который также были включены некоторые другие черепахи, ранее находившиеся в разных родах. Анализ ДНК показал их близкое родство.

## Описание

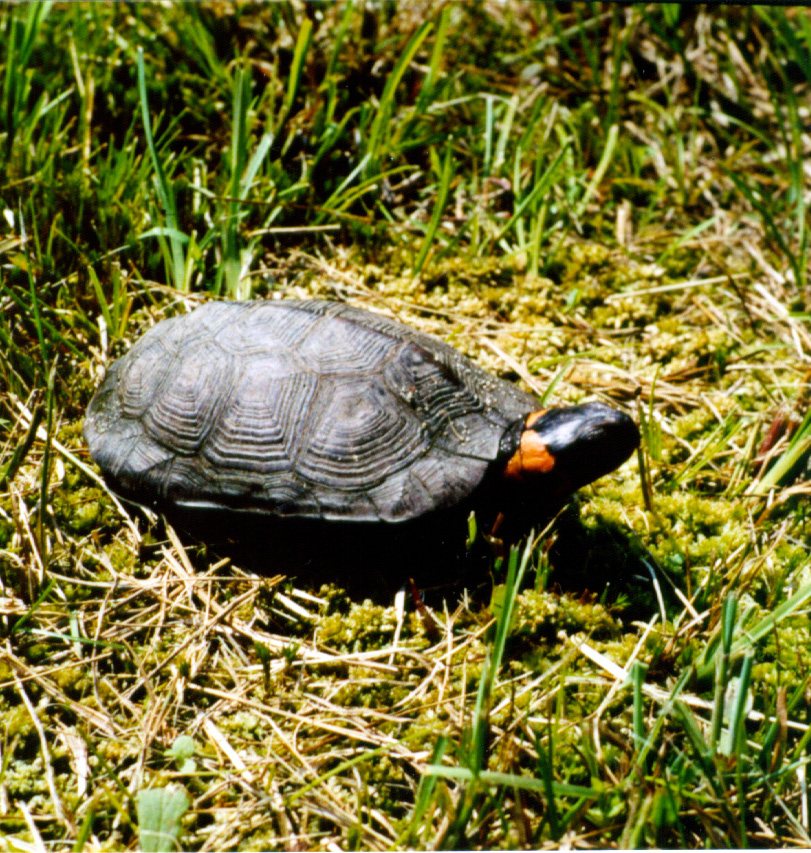
Взрослая особь

Болотная черепаха Мюленберга является самой маленькой черепахой в Северной Америке, её длина всего 10 сантиметров, а ширина 4 сантиметра. Взрослые особи весят всего 110 грамм. Голова у них темно-коричневая, а на шее оранжевое, жёлтое или красное пятно. Лапы чёрного цвета. Панцирь у них прямоугольной формы, сужающийся к голове, низкий, уплощённый и гладкий. Часто можно заметить в панцире небольшие круги и продолговатые линии. Благодаря ярко-рыжему пятну на шее, болотную черепаху Мюленберга очень легко отличить от других видов.
У черепах данного вида хорошо заметен половой диморфизм. Длина тела самцов — 9,4 сантиметров, а самок — 8,9 сантиметров. Ширина же тела больше у самок. Хвост у самцов шире и толще На пластроне есть углубление, способствующее лучшей фиксации самца на самке при спаривании.

## Среда обитания и распространение
Болотная черепаха Мюленберга является эндемиком восточной части США, чаще всего образуют колонию из 20 особей. Предпочитают заболоченные и влажные места, луга на краю леса. Черепахи используют болото как укрытие от хищников.
В этих болотах можно встретить мох, рогоз, ольху, иву и некоторые другие кустарники и деревья. Важным условие для обитания черепах является открытость местности, потому что черепахи большую часть времени проводят, греясь на солнце. Для созревания яиц также необходим солнечное тепло и влажность.
Из-за деятельности человека черепахи вынуждены покидать свою привычную среду обитания.

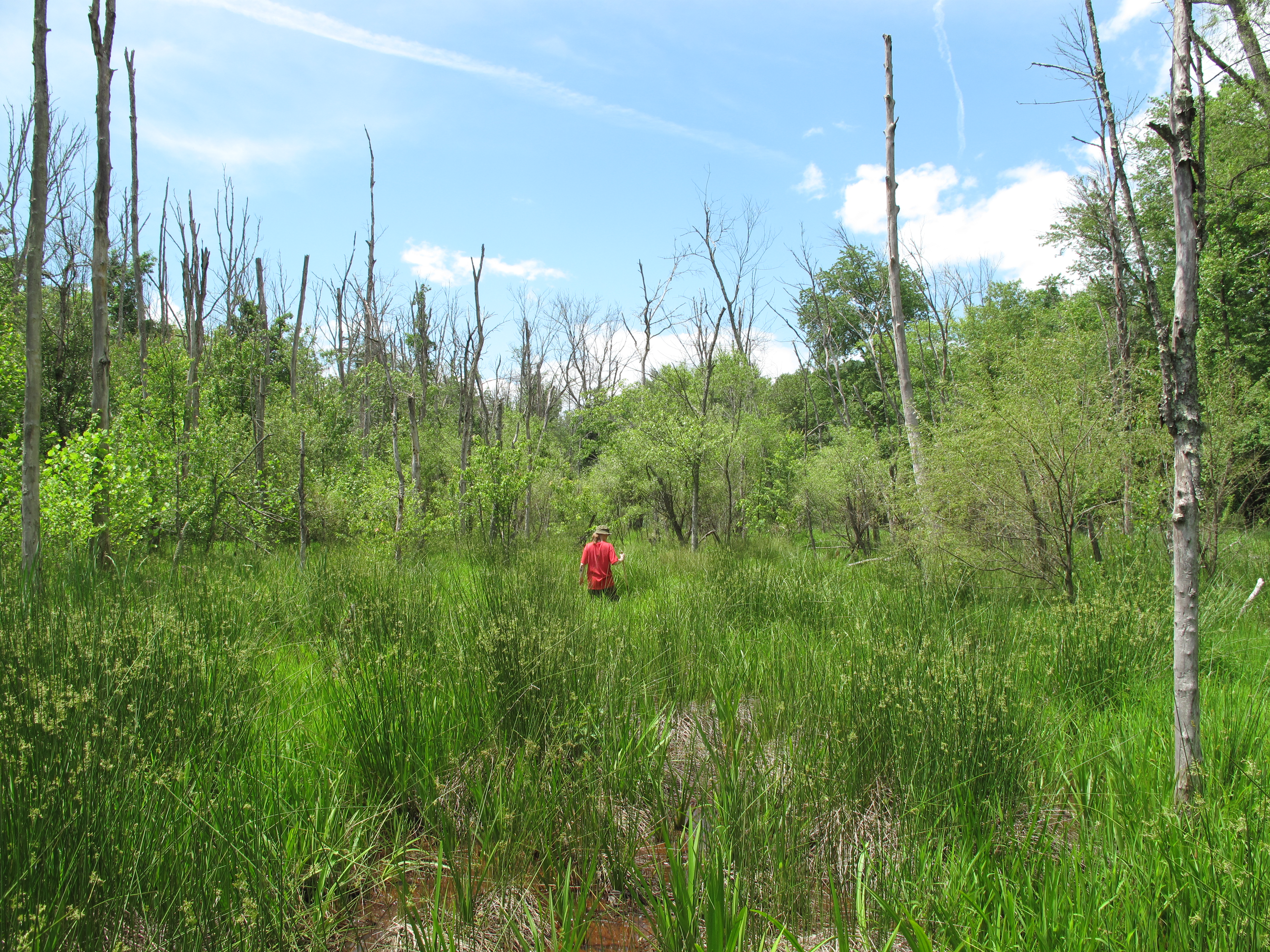
Южные Аппалачи — место обитания болотной черепахи Мюленбегра

### Эволюция
Всего было обнаружено 2 окаменелости болотной черепахи Мюленберга. Первый раз они были обнаружены палеонтологом Аланом Холманом в Камберлендской пещере, штат Мэриленд. Их приблизительный возраст 300 000—1,8 млн лет. Затем обнаружены в штате Южная Каролина в 1998 году.
Видовой кариотип состоит из 50 хромосом. Митохондриальная ДНК представителей разных колоний имеет схожее строение, что редко встречается у колониальных организмов. Обычно изолированность колоний приводит к изменению генома её представителей, что способствует появлению новых видов.

## Биология и экология

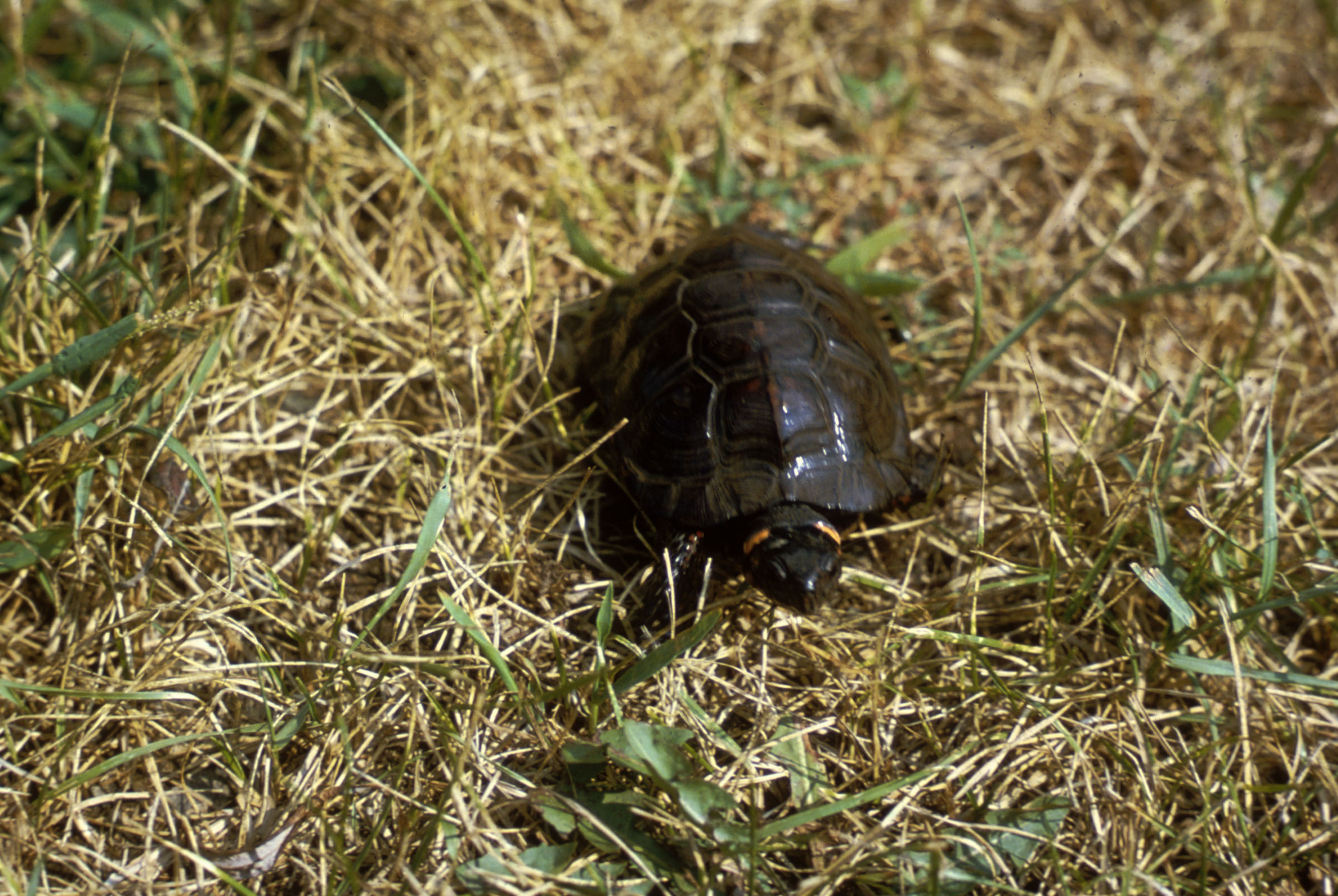
Болотная черепаха Мюленберга в траве

### Образ жизни
Болотная черепаха Мюленберга ведёт активный образ жизни, днём она греется на солнце, после чего начинает поиск пищи, ночью спит. Когда устанавливается холодная погода, черепаха проводит большую часть времени в грязи. При этом, находясь в грязи, она может длительное время обходиться без кислорода. В более теплые дни черепахи проводят большую часть дня согреваясь на солнце, однако во время поиска пищи предпочитает находиться в тени. На ночь зарываются в грязь.
С конца сентября до начала апреля черепахи находятся в спячке. Место для спячки выбирают заранее, чаще всего это места с плотной почвой около деревьев, или норы других животных. Спячка начинается, когда среднесуточная температура опускается ниже 16 °C.
Болотная черепаха Мюленберга являются территориальным животным. Самцы нападают друг на друга, если расстояние между ними меньше 15 сантиметров. Обычно такие стычки длятся всего несколько минут. Самки нападают друг на друга, только если одна из них подходит очень близко к гнезду другой. Обычно это расстояние равно 1,2 метру.